# Salle de concert de Voronej
La salle de concert de Voronej (Воронежский концертный зал) est une salle de concert située en Russie dans la ville de Voronej, au n° 17 rue du Théâtre (Teatralnaïa).

## Histoire et description
L'édifice a été conçu par l'institut moscovite «Hyprothéâtre» (par les architectes F. Evseïev et M. Evseïeva et l'ingénieur G. Seligmann) au milieu des années 1970 pour servir de nouvelle scène musicale au théâtre dramatique de Voronej.
L'édifice possède une grande salle de 782 places et une petite salle de 178 places. Il abrite l'ensemble Teatralnaïa 17, un orchestre et un chœur,.